# Loretto (Kentucky)
Loretto è una città dello stato americano del Kentucky, nella contea di Marion.La città è conosciuta per la distilleria del Bourbon whiskey Maker's Mark .

## Storia
La città prende il nome dalle Suore di Loreto ai piedi della Croce, una congregazione cattolica fondata nel 1812 nella vicina St. Mary. La congregazione prende il nome da Loreto in Italia,  dove, nella Basilica della Santa Casa, è custodita la casa originale della Vergine Maria.
Le suore nel XIX secolo realizzarono in questa località una scuola per educare i bambini. Nel 1833, la comunità era abbastanza grande per avere proprio ufficio postale. La città di Loretto è stato formalmente costituita nel 1866.

## Geografia fisica
Secondo i rilevamenti dell'United States Census Bureau, la località di Loretto si estende su una superficie di 9,1 km², tutti occupati da terre.

## Popolazione
| Anno                            | Popolazione |
| ------------------------------- | ----------- |
| 1870                            | 42          |
| 1880                            | 129         |
| 1970                            | 985         |
| 1980                            | 954         |
| 1990                            | 820         |
| 2000                            | 623         |
| 2010                            | 713         |
| 2016                            | 709         |
| Fonti: censimenti decennali USA |             |

Secondo il censimento del 2000, a Loretto vivevano 623 persone, ed erano presenti 252 gruppi familiari. La densità di popolazione era di 68.4 ab./km². Nel territorio comunale si trovavano 269 unità edificate. Per quanto riguarda la composizione etnica degli abitanti, il 99.52% era bianco, lo 0,48% apparteneva ad altre razze o a più di una. La popolazione di ogni razza ispanica corrispondeva allo 0,16% degli abitanti.
Per quanto riguarda la suddivisione della popolazione in fasce d'età, il 28,2% era al di sotto dei 18. L'età media della popolazione era di 36 anni. Per ogni 100 donne residenti vivevano 104,4 maschi.
Il reddito mediano per una famiglia nella città era 30000 $, e il reddito mediano per una famiglia era 34792 $.